# هيرناندو دي سوتو (اقتصادي)
هيرناندو دي سوتو بولار (يعرف عمومًا باسم هيرناندو دي سوتو؛ ولد في 2 يونيو سنة 1941) اقتصادي بيروفي بارز، عرف بأعماله حول الاقتصاد غير الرسمي وأهمية الأعمال التجارية وحقوق الملكية. أكسبه عمله حول الدول النامية ثناءً في جميع أنحاء العالم من قبل العديد من رؤساء الدول، لا سيما بعد نشره عملي سر رأس المال والطريق الآخر. هو الرئيس الحالي لمعهد الحرية والديمقراطية، وهو مؤسسة فكرية مكرسة لتعزيز التنمية الاقتصادية في البلدان النامية تقع في ليما، البيرو.
في البيرو، تُعتبر استشارة دي سوتو مصدرًا تُستقى منه المبادئ التوجيهية الاقتصادية —ومن ذلك تخفيف التنظيم الحكومي للاقتصاد، وتطبيق إجراءات التقشف، واستخدام السياسات الليبرالية الجديدة— التي تبنتها في نهاية الأمر حكومة الرئيس ألبرتو فوجيموري، وقُننت في دستور العام 1993 للبيرو. أدت السياسات التي حددها دي سوتو إلى استقرار الاقتصاد الكلي في البيرو بعد فترة من ضبط الأسعار وزيادة القوانين التي وُضعت خلال الأزمة المالية (العقد المفقود). واصل دي سوتو دعم ابنة ألبرتو، كيكو فوجيموري، من خلال عمله مستشارًا خلال حملتها الرئاسية. عمل دي سوتو بصورة وثيقة مع العديد من الحكومات البيروفية، حتى أنه عمل مفاوضًا لإبرام اتفاقية التجارة الحرة بين البيرو والولايات المتحدة. بعد سنوات من التكهنات، ترشح دي سوتو لمنصب رئيس البيرو وخاض الانتخابات الرئاسية للعام 2021، بيد أنه جاء في المركز الرابع في سباق صغير ضمّ 18 مرشحًا.
على الصعيد الدولي، ساعد دي سوتو في إلهام مسودة إجماع واشنطن، ونسب إليه الفضل الاقتصادي جون ويليامسون، الذي صاغ اسم مسودة الإجماع. دعم اتفاقية التجارة الحرة لأمريكا الشمالية (نافتا)، إذ أشاد جورج بوش الأب بترويجه التجارة الحرة عند إعلانه عن اتفاقية أمريكا الشمالية. من رؤساء الدول الآخرين الذين عرفوا دي سوتو، بيل كلينتون، وفلاديمير بوتين، وإيمانويل ماكرون، ورونالد ريغان، ومارغريت تاتشر، وغيرهم.
تلقى معهد الحرية والديمقراطية ثناء من أشخاص آخرين، بمن فيهم ميلتون فريدمان الحائز على جائزة نوبل، ورئيس البنك الدولي جيمس ولفنسون، والأمين العام السابق للأمم المتحدة خافيير بيريز دي كوييار.

## نشأته وتعليمه
ولد دي سوتو في 2 يونيو 1941 في مدينة أريكيبا، في البيرو. كان والده خوسيه ألبرتو سوتو دبلوماسيًا ومحاميًا بيروفيًا. بعد الانقلاب العسكري في البيرو في العام 1948، اختار والداه المنفى في أوروبا، واصطحبا ولديهما الصغار. بعد نفيهم، عمل والده في منظمة العمل الدولية، واعتاد إرسال دي سوتو إلى البيرو في أشهر الصيف.
في المنفى، تلقى دي سوتو تعليمه في سويسرا حيث درس في مدرسة جنيف الدولية. درس دي سوتو علم النفس الاجتماعي في جامعة القديس أوغسطين الوطنية في أريكيبا، في البيرو. عاد إلى جنيف وحصل على درجة الإجازة في الاقتصاد من جامعة جنيف. في العام 1967، حصل على درجة الماجستير في القانون الدولي والاقتصاد من المعهد العالي للدراسات الدولية والتنمية في جنيف كذلك.
عمل شقيقه الأصغر ألفارو دي سوتو في السلك الدبلوماسي البيروفي في ليما، ونيويورك، وجنيف، وفي العام 1982 أُعير إلى الأمم المتحدة. وتقاعد من الأمم المتحدة في العام 2007 بلقب مساعد وكيل الأمين العام؛ وكان آخر منصب له هو منسق الأمم المتحدة الخاص لعملية السلام في الشرق الأوسط.
ثمة بعض الجدل الدائر حول لقبه، إذ أن لقب والده هو سوتو، في حين يحمل هيرناندو لقب دي سوتو. وفقًا لما ذكره الكاتب البيروفي والحائز على جائزة نوبل، ماريو فارغاس يوسا، عمد هيرناندو إلى تغيير اللقب لكي يبدو أكثر «أرستقراطية».

## مسيرته الاقتصادية
بعد دراساته العليا، عمل دي سوتو خبيرًا اقتصاديًا للاتفاقية العامة للتعريفة الجمركية والتجارة، وهي المنظمة السابقة على منظمة التجارة العالمية؛ كما عمل رئيسًا للجنة منظمة البلدان المصدرة للنحاس، والرئيس التنفيذي لشركة يونيفيرسال الهندسية، ورئيس بنك سويسرا.

### تأسيس معهد الحرية والديمقراطية
عاد دي سوتو إلى البيرو بالنيابة عن المستثمرين في مجال الذهب في سن 38 عامًا في سنة 1979، في وقت كانت فيه السياسة الليبرالية الجديدة تنتقل من هامش النظرية الاقتصادية إلى الممارسة السائدة. لدى عودة دي سوتو في عام 1979، التقى مع فريدريش هايك، أحد أنصار السوق الحرة الذي ساعد في إنشاء جمعية مونت بيرين. هايك، الذي سعى إلى الترويج للنيوليبرالية من خلال شبكة من «تجار البضائع المستعملة»، اختار دي سوتو. بعد إجرائه اتصالات مع هايك، تعرف دي سوتو على السير أنطوني فيشر، وهو رجل أعمال بريطاني أنشأ شبكة أطلس، وهي منظمة مظلة تحررية غير ربحية جمعت الأموال والبحوث من الشركات في الولايات المتحدة وأوروبا من أجل إنشاء منظمات ليبرالية جديدة في البلدان النامية.
بمساعدة وتمويل من فيشر وشبكة أطلس، أنشأ دي سوتو معهد الحرية والديمقراطية في عام 1981، وهو أحد أول المنظمات الليبرالية الجديدة في أمريكا اللاتينية. قال دي ستوتو لاحقًا: «قدم لنا أنطوني كميات هائلة من المعلومات والمشورة بشأن كيفية تنظيم عملنا... وعلى أساس رؤيته، قمنا بتصميم هيكل معهد الحرية والديمقراطية». في عام 1984، تلقى دي سوتو مزيدًا من المساعدة من إدارة رئيس الولايات المتحدة رونالد ريغان، مع توفير مركز الوقف الوطني للديمقراطية للمشاريع الخاصة الدولية التمويل والتدريب للحملات الإعلانية. في عام 2003، وصف مركز الوقف الوطني للديمقراطية معهد الحرية والديمقراطية بأنه أحد أكثر برامجها نجاحًا. قدمت الوكالة الأمريكية للتنمية الدولية ومؤسسة سميث ريتشاردسون تمويلًا آخر، إذ ساعدت الوكالة الأمريكية للتنمية الدولية المعهد في تشكيل شبكات عالمية تروج لأفكارهم. سعى المعهد للحصول على دعم شعبي في البيرو من خلال صب اهتمامه على الأحياء العشوائية.

### حكومة فوجيموري
في الفترة ما بين عامي 1988 و 1995، كان دي سوتو ومعهد الحرية والديمقراطية مسؤولين بصفة رئيسية عن نحو 400 مبادرة وقانون ولوائح أدت إلى تغييرات كبيرة في النظام الاقتصادي للبيرو، انخرط المعهد في اقتصاد البيرو خلال نهاية ولاية الرئيس آلان غارسيا. بدأت مجموعة دي سوتو تنمو وتروج للشعب البيروفي أهدافها التشريعية، مستعملة بعض إعلانات اليانصيب الأمريكي.
بدأ دي سوتو بعدها في العمل بصورة غير رسمية بوصفه «الممثل الشخصي للرئيس» خلال السنوات الثلاث الأولى من إدارة ألبرتو فوجيموري. كان دي سوتو في الأصل جزءًا من الفريق الاستشاري الاقتصادي للمرشح الرئاسي الذي لم ينجح ماريو فارغاس لوسا في عام 1990، ولكن فوجيموري طلب لاحقًا مساعدة دي سوتو في حل القضايا الاقتصادية التي أفرزتها أزمة الثمانينيات. وصفت صحيفة نيويورك تايمز دي سوتو بأنه «بائع في الخارج» لحكومة ألبرتو فوجيموري في عام 1990، وكتبت أنه مثّل الحكومة عند اجتماعه مع المقرضين وممثلي الولايات المتحدة. أطلق آخرون على دي سوتو اسم «الرئيس غير الرسمي» لقاء فوجيموري.
في توصية إلى فوجيموري، دعا دي سوتو إلى «خضّة» في اقتصاد البيرو. أقنع دي سوتو الرئيس آنذاك فوجيموري بالسفر إلى مدينة نيويورك في اجتماع نظمه خافيير بيريز دي كوييار، الأمين العام للأمم المتحدة في البيرو، حيث التقوا برؤساء صندوق النقد الدولي والبنك الدولي وبنك التنمية للبلدان الأمريكية، الذين أقنعوه باتباع المبادئ التوجيهية للسياسة الاقتصادية التي وضعتها المؤسسات المالية الدولية. شملت هذه السياسات زيادة بنسبة 300% على الضرائب، وإلغاء تنظيم الأسعار، وخصخصة 250 مؤسسة مملوكة من قبل الدولة. أدت سياسات دي سوتو إلى استقرار الاقتصاد الكلي وانخفاض معدل التضخم، رغم أن معدل الفقر في البيرو ظل دون تغيير إلى حد كبير، إذ عاش أكثر من نصف السكان في حالة من الفقر سنة 1998. لم تشهد البيرو زيادة في النمو إلا بعد ازدهار السلع الأساسية في بدايات القرن الحالي.